# テト
テト（テッ、ベトナム語：Tết / 節）とは、Tết Nguyên Đán（テッグエンダン、「節元旦」）の略であり、ベトナムにおける旧正月のこと。基本的には中国の春節と同じ日付であるが、春節より1日早い年が25年ごとに1度ある。

## 文化
春節と同様に一家団欒の日である。風習はテト前の大掃除、宴会、先祖への進香、お寺に参拝する、子世代にお年玉袋を配るなどがある。
もち米で作られるちまきに似た、ラーゾンの葉っぱで包まれる四角いバインチュンが食べられる。なお、食事の際に香港の春節の食卓でよく見られるエビは後ろ向きに泳ぐため、縁起が悪いとされる。
また、魔除けとして家の前に花、折り紙の魚、お守りなどで飾られる長い竹竿を立てる慣習がある（カイネウ）。

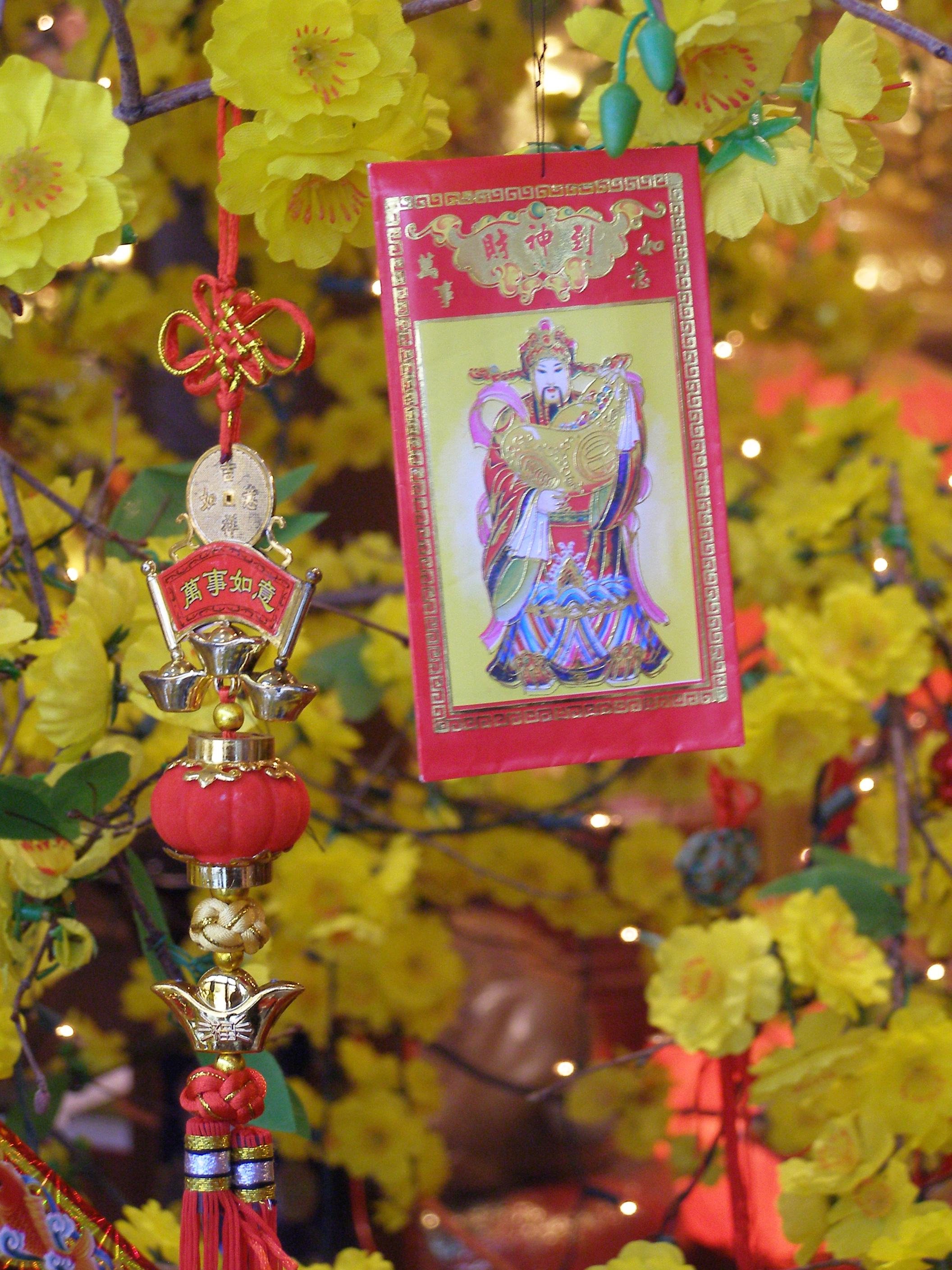
ベトナムのお年玉袋
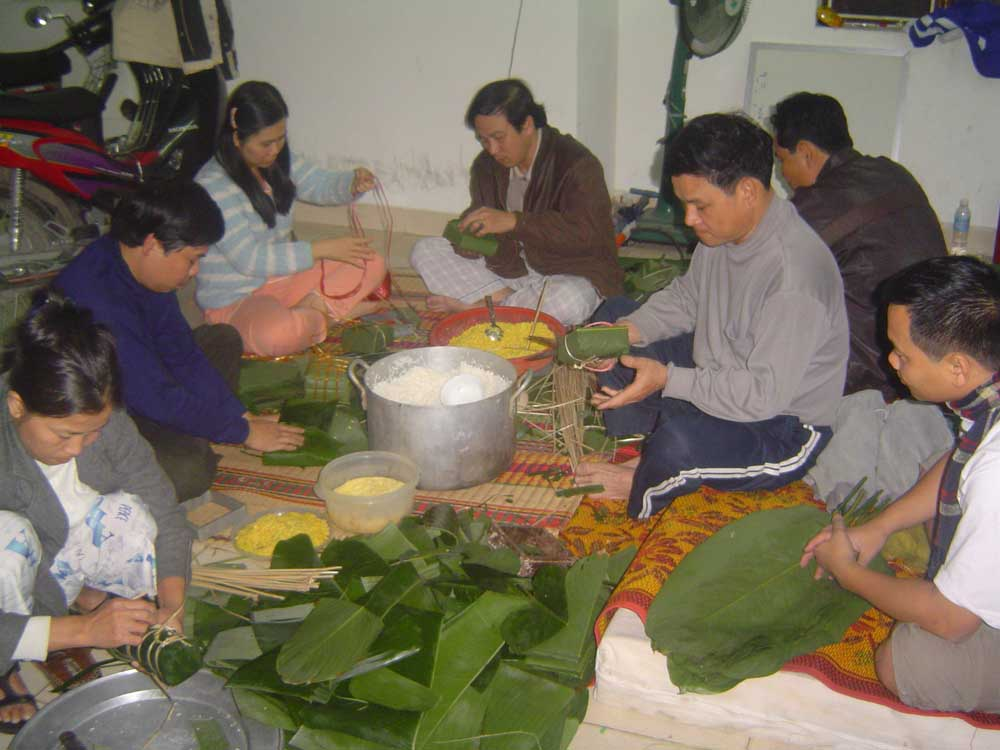
バインチュン作り
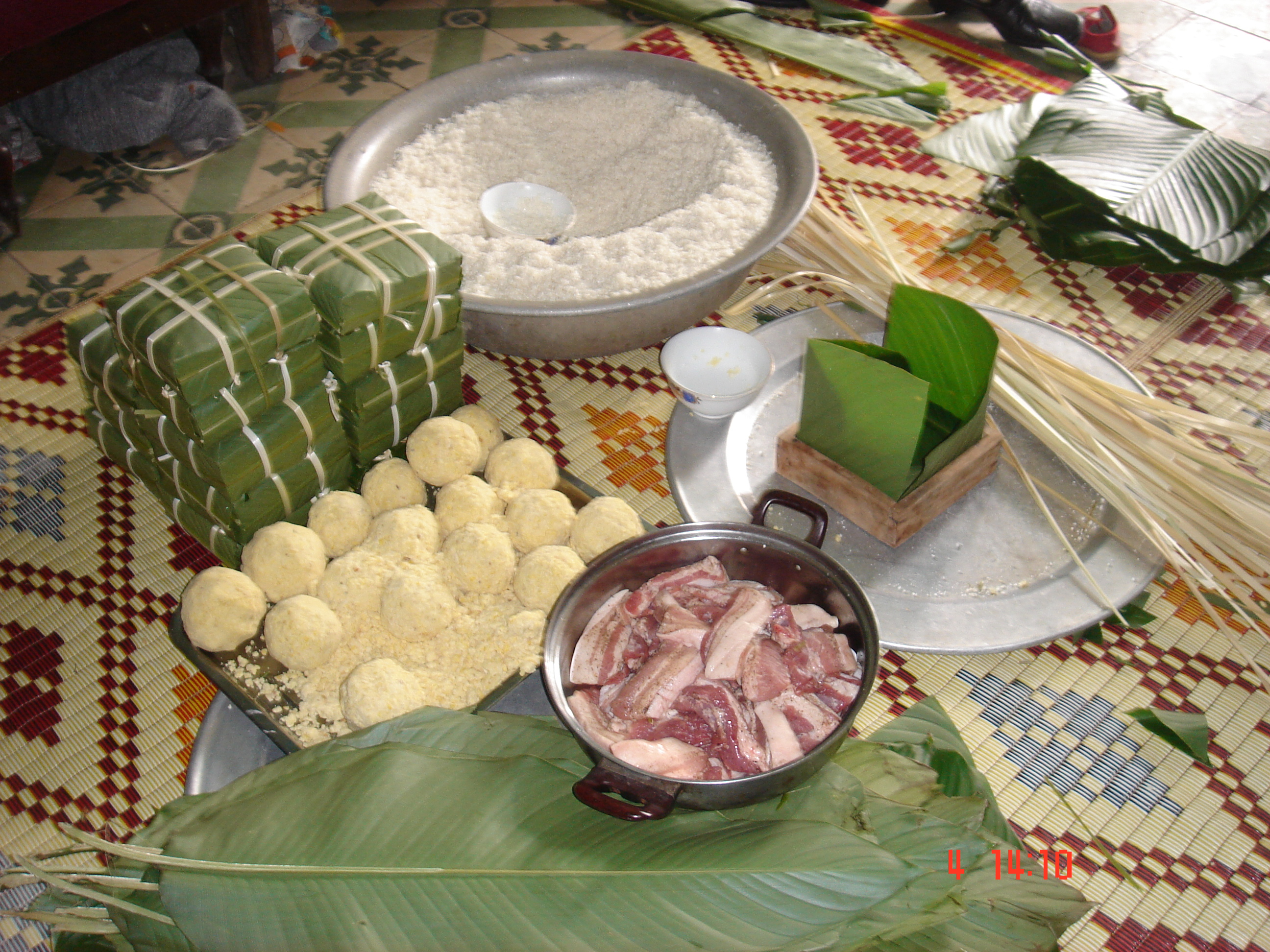
バインチュンの原材料と完成品
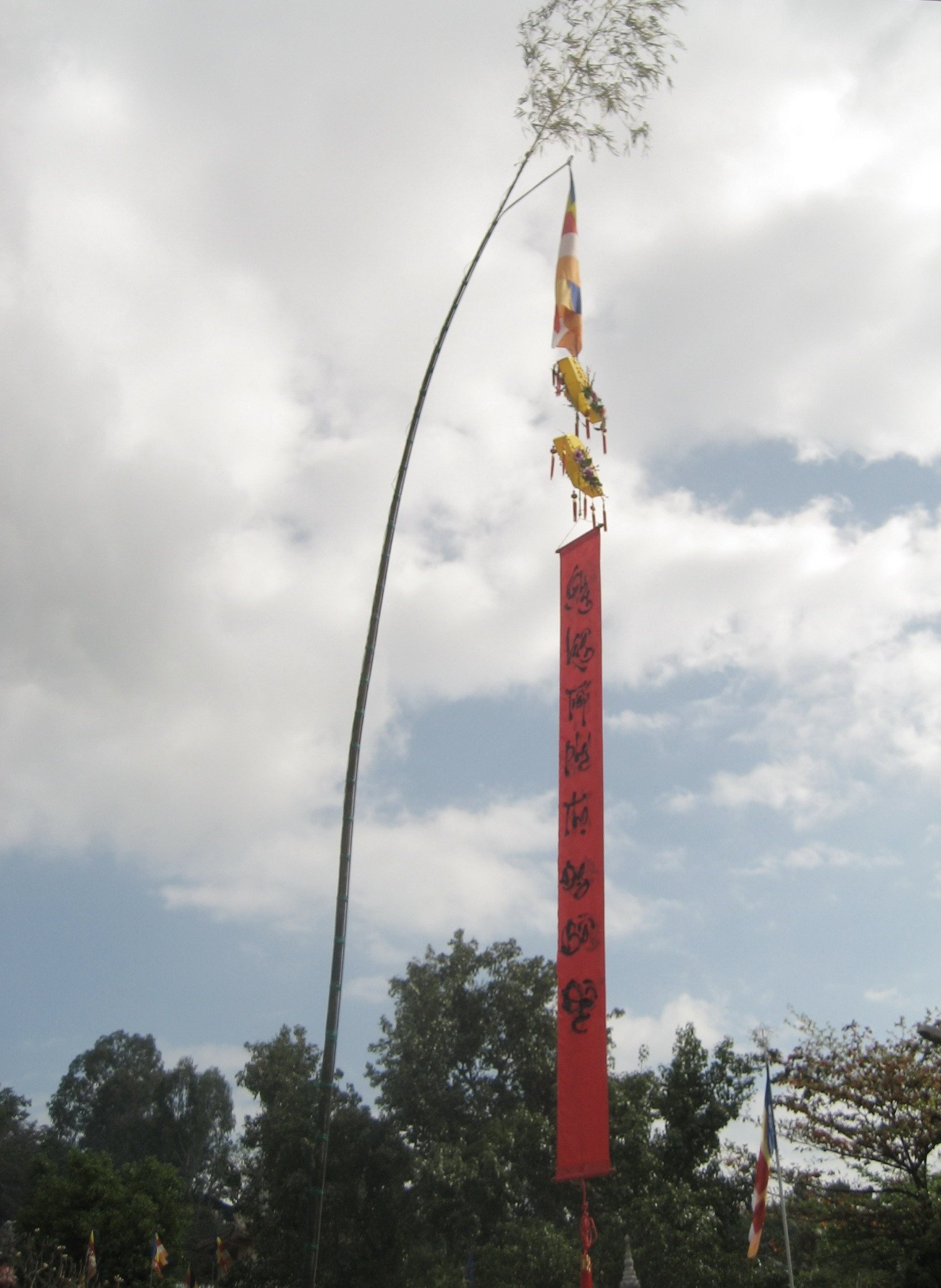
カイネウ

## テト攻勢
ベトナムのテトは、ベトナム戦争との関連でもよく知られる。
ベトナム戦争時では、テト（旧正月）に自発的な短期休戦が成立していた。これを「テト休戦」という。
しかし、1968年1月30日のテト（旧正月）では、この紳士協定が破られ、北ベトナム軍が南ベトナムへ侵攻し、ベトナム戦争の戦況を決定付けた。この事件を「テト攻勢」と呼ぶ。